# × Myrmecolaelia fuchsii
× Myrmecolaelia fuchsii – gatunek roślin z monotypowego rodzaju × Myrmecolaelia z rodziny storczykowatych (Orchidaceae). Rośliny występują w Ameryce Środkowej w Nikaragui i Hondurasie. Formuła hybrydowa to Laelia rubescens × Myrmecophila wendlandii.

## Systematyka
Gatunek sklasyfikowany do podplemienia Spiranthinae w plemieniu Cranichideae, podrodzina epidendronowe (Epidendroideae), rodzina storczykowate (Orchidaceae), rząd szparagowce (Asparagales) w obrębie roślin jednoliściennych.